# Polska Agencja Żeglugi Powietrznej
Polska Agencja Żeglugi Powietrznej (PAŻP), ang. Polish Air Navigation Services Agency (PANSA) – utworzony 1 kwietnia 2007 państwowy organ zarządzania ruchem lotniczym, podległy ministrowi właściwemu do spraw transportu.
Siedziba Agencji znajduje się przy ul. Wieżowej 8 w Warszawie.

## Zadania
Agencja przejęła dotychczasowe zobowiązania prawne i zadania Agencji Ruchu Lotniczego, do których należy:
- zarządzanie przestrzenią powietrzną (ASM)
- zarządzanie przepływem ruchu lotniczego (ATFM)
- zapewnienie służb ruchu lotniczego (ATS).

Statek powietrzny znajdujący się w kontrolowanej przestrzeni powietrznej lub wykonujący operację lotniczą na lotnisku kontrolowanym jest pod stałym nadzorem kontrolerów ruchu lotniczego. Ich zadanie polega na zapewnieniu bezpiecznych odległości (separacji) pomiędzy statkami powietrznymi (a więc zapewnieniu służby kontroli ruchu lotniczego), a także pomiędzy statkami powietrznymi oraz różnego rodzaju strefami wydzielonymi z tej przestrzeni, oraz – w razie zaistnienia niebezpiecznej sytuacji – na udzieleniu pilotowi asysty i pomocy.
Działalność Agencji odbywa się na trzech szczeblach kontroli terytorium Polski:
- służba kontroli obszaru
- służba kontroli zbliżania
- służba kontroli lotniska.

Dodatkowo Agencja zapewnia także służbę informacji powietrznej (FIS) w przestrzeni niekontrolowanej. Współdziała także z organami poszukiwania i ratownictwa (SAR), zapewniając pełnienie służby alarmowej.
Funkcje te PAŻP realizuje – między innymi – poprzez utrzymywanie naziemnego sprzętu nawigacyjnego i telekomunikacyjnego w należytym stanie, współpracę z organizacjami międzynarodowymi oraz poprzez zapewnienie środków (technicznych, jak i zasobów ludzkich) w celu zapewnienia służb ATS.

## Opłaty
PAŻP za swoje usługi pobiera opłaty nawigacyjne: trasowe i terminalowe. Cena za nawigację terminalową spadła w 2012 roku o jedną czwartą względem 2011 r. 30 grudnia 2011 roku Prezes Urzędu Lotnictwa Cywilnego ustalił na 2012 rok stawkę jednostkową opłaty za nawigację terminalową, w wysokości 781,06 zł. W 2011 roku stawka jednostkowa opłaty za nawigację terminalową wynosiła: 1 051,03 złotych.
Stawka jednostkowa opłat za nawigację trasową w 2012 roku wynosi 155,40 złotych. Tę wartość, co miesiąc Eurocontrol przelicza na euro. W sierpniu polska cena za nawigację trasową była jedną z najniższych spośród instytucji zrzeszonych w Eurocontrol.
Od 1 stycznia 2013 r. obowiązują nowe stawki za usługi Polskiej Agencji Żeglugi Powietrznej. W polskiej przestrzeni powietrznej PAŻP zapewnia przewoźnikom obsługę w ramach nawigacji trasowej, czyli podczas przelotu nad terytorium Polski (FIR Warszawa), oraz nawigacji terminalowej, czyli podczas operacji startów i lądowań na polskich lotniskach kontrolowanych. Za ww. usługi PAŻP pobiera opłaty, odpowiednio są to: 1.	opłata za nawigację trasową o nazwie ER (en-route) 2.	opłata za nawigację terminalową o nazwie TNC (terminal navigation charge)
ER- stawka jednostkowa opłaty za nawigację trasową w 2013 r. wynosi 150,20 PLN.
Zgodnie z obowiązującymi przepisami, przedstawiona przez PAŻP stawka opłaty trasowej ER, była analizowana przez Komisję Rozszerzoną Europejskiej Organizacji do Spraw Bezpieczeństwa Żeglugi Powietrznej EUROCONTROL, która zatwierdziła ją w proponowanej wysokości. Zatwierdzona stawka wchodzi w życie z dniem 1 stycznia 2013 roku.
Stawka opłaty trasowej wynosi w 2013 roku 150,20 PLN.
Stawka opłaty trasowej została obniżona o 5,20 PLN w stosunku do wartości stawki obowiązującej w 2012 roku (155,40 PLN).
Stawka ta podlega, co miesiąc ponownemu przeliczeniu na euro przy zastosowaniu średniego miesięcznego kursu wymiany euro na walutę krajową z miesiąca poprzedzającego miesiąc, w którym został wykonany lot. W styczniu 2013 roku wartość stawki jednostkowej opłaty za nawigację trasową wyniesie 36,56 EUR
Wieloletnią praktyką Polskiej Agencji Żeglugi Powietrznej jest dbałość o utrzymanie konkurencyjności naszej trasowej opłaty nawigacyjnej. Jest ona jedną z najniższych stawek spośród państw członkowskich Unii Europejskiej.
Średnia wartość tej stawki w Europie wynosi 52,17 euro.
Spośród państw członkowskich Unii Europejskiej tylko Bułgaria, Portugalia, Grecja, Malta, Łotwa i Irlandia może pochwalić się niższą od polskiej ceną za usługi nawigacji trasowej.
TNC – stawka jednostkowa opłaty za nawigację terminalową w 2013 r. wynosi 812,38 PLN.
27 grudnia 2012 roku, Prezes ULC zatwierdził wysokość stawki jednostkowej opłaty za nawigację terminalową w wysokości 812,38 PLN.
Zatwierdzona stawka wchodzi w życie z dniem 1 stycznia 2013 roku.
Stawka terminalowa na 2013 rok – wynosi 812,38 PLN. Stawka ta, w związku z kosztami przygotowania i zapewnienia służb żeglugi powietrznej w nowych portach lotniczych uległa wzrostowi o około 4 procent w porównaniu ze stawką obowiązującą w 2012 r. (781,06 PLN). Jednak należy zauważyć, że ten czteroprocentowy wzrost wartości stawki w skromnym stopniu niweluje znaczącą redukcję ceny za nawigację terminalową, która miała miejsce rok temu. Przypomnijmy, że do końca 2011 roku stawka jednostkowa opłaty za nawigację terminalową wynosiła 1051,03 PLN.
W 2013 r., podobnie jak w latach poprzednich Prezes ULC utrzymał jedną strefę pobierania opłat za nawigację terminalową na 13 polskich lotniskach kontrolowanych.
Z powodu braku wpisu lotniska Radom – Sadków do rejestru lotnisk cywilnych,
nie było możliwe uzyskanie zgody Prezesa ULC na włączenie tego lotniska do
strefy opłat za nawigację terminalową (TNC) poczynając od stycznia 2013 roku.
Uzgodniono możliwość włączenia radomskiego lotniska do strefy opłat za nawigację terminalową zaraz po wpisaniu lotniska do rejestru ULC w trakcie 2013 roku.
Do czasu tej zmiany ustalona przez Prezesa ULC jednostkowa stawka za nawigację terminalową będzie stosowana na trzynastu kontrolowanych portach lotniczych.
Wspólną strefą pobierania opłat terminalowych w 2013 roku objęte zostaną następujące lotniska:
- Lotnisko Chopina w Warszawie / EPWA
- Lotnisko Gdańsk im. Lecha Wałęsy / EPGD
- Lotnisko Kraków-Balice / EPKK
- Lotnisko Bydgoszcz-Szwederowo / EPBY
- Lotnisko Katowice-Pyrzowice / EPKT
- Lotnisko Łódź-Lublinek / EPLL
- Lotnisko Poznań-Ławica / EPPO
- Lotnisko Rzeszów-Jasionka / EPRZ
- Lotnisko Szczecin-Goleniów / EPSC
- Lotnisko Wrocław-Strachowice / EPWR
- Lotnisko Zielona Góra-Babimost / EPZG
- Lotnisko Warszawa-Modlin / EPMO
- Lotnisko Lublin-Świdnik / EPLB

## Samoloty Inspekcji Lotniczej

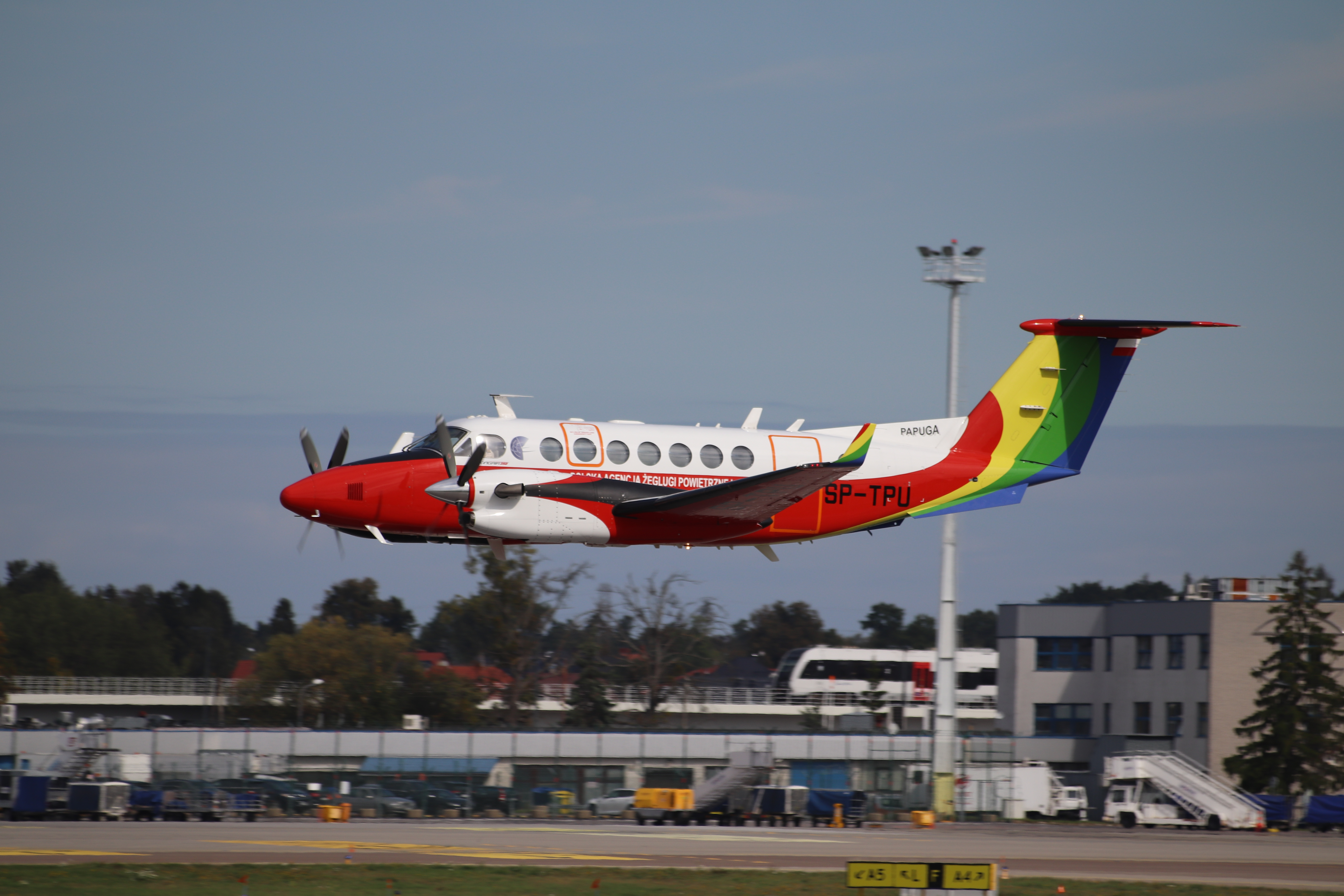
Beechcraft B-350i Super King Air „Papuga” należący do PAŻP

Inspekcja Lotnicza Polskiej Agencji Żeglugi Powietrznej posiada własne samoloty do kontroli i pomiarów systemów lądowania i infrastruktury lotnisk. Przed utworzeniem PAŻP w 2007 roku, Inspekcja Lotnicza podlegała przedsiębiorstwu państwowemu Porty Lotnicze i jego poprzednikom. W latach 60. używała samolot Li-2 o znakach SP-LKE. Z uwagi na jego kolorowe malowanie z pasami na skrzydłach, ułatwiające kalibrację systemów naziemnych, otrzymał przezwisko „papuga”, które później stało się oficjalną nazwą własną samolotów PAŻP. Na początku lat 70. został on zastąpiony przez samoloty Ił-14. Od 1989 roku Inspekcja Lotnicza używała dwóch nowych czechosłowackich samolotów turbośmigłowych Let L-410UVP-E15 Turbolet o znakach SP-TPA i SP-TPB, eksploatowanych odpowiednio do 2021 i 2016 roku, po czym sprzedanych do Czech. Były one wyposażone w specjalistyczną aparaturę kontrolno-pomiarową. Od 2015 roku używany jest samolot Beechcraft B-350i Super King Air SP-TPU.

## Kierownictwo[6][7]
- Magdalena Jaworska-Maćkowiak – prezes od 4 stycznia 2024[8]
- Rafał Marczewski – zastępca prezesa ds. żeglugi powietrznej od 2 grudnia 2024[9]
- Piotr Kowalczyk – zastępca prezesa od 3 marca 2025[10]

### Kierownictwo historyczne
Pierwszym Prezesem PAŻP został Maciej Rodak. Po złożeniu rezygnacji został on odwołany 26 lutego 2008. Do czasu ogłoszenia i rozstrzygnięcia konkursu na stanowisko Prezesa PAŻP jego obowiązki zostały powierzone Krzysztofowi Banaszkowi. 26 sierpnia 2008 Prezes Rady Ministrów powołał Krzysztofa Banaszka na stanowisko prezesa PAŻP. 1 października 2008 Minister Infrastruktury powołał Macieja Rodaka na stanowisko zastępcy prezesa PAŻP.
W 2013 Krzysztof Banaszek został odwołany, a pełniącym obowiązki prezesa został dotychczasowy zastępca Maciej Piotrowski.
Z dniem 30 lipca 2013 Minister Transportu, Budownictwa i Gospodarki Morskiej Sławomir Nowak powołał Krzysztofa Kapisa na stanowisko Zastępcy Prezesa Polskiej Agencji Żeglugi Powietrznej. Z dniem 1 listopada 2013 Prezes Rady Ministrów Donald Tusk powołał Krzysztofa Kapisa na stanowisko Prezesa Polskiej Agencji Żeglugi Powietrznej. Z dniem 10 lutego 2015 Prezes Rady Ministrów Ewa Kopacz odwołała ze stanowiska Prezesa PAŻP Krzysztofa Kapisa.
Z dniem 11 lutego 2015 Prezes Rady Ministrów Ewa Kopacz powołała na stanowisko p.o. Prezesa PAŻP Magdalenę Jaworską.
Z dniem 22 grudnia 2016 Prezes Rady Ministrów Beata Szydło powołała na stanowisko Prezesa PAŻP Janusza Niedzielę.
Z dniem 9 lipca 2018 Prezes Rady Ministrów Mateusz Morawiecki powołał na stanowisko p.o. Prezesa PAŻP Janusza Janiszewskiego.
Z dniem 31 marca 2022 Prezes Rady Ministrów Mateusz Morawiecki powołał na stanowisko Prezesa PAŻP Anitę Oleksiak.
Z dniem 4 stycznia 2024 Prezes Rady Ministrów Donald Tusk odwołał ze stanowiska Prezesa PAŻP Anitę Oleksiak i powołał na to  stanowisko Magdalenę Jaworską-Maćkowiak.
W 2017 Agencja podpisała umowę dotyczącą zaprojektowania nowej siedziby PAŻP w Regułach. Budowa ma zakończyć się w 2024, a wyposażenie zaplanowane jest na rok 2025.

## Wyróżnienia
Polska Agencja Żeglugi Powietrznej otrzymała honorowe wyróżnienie "Honorary Group Diploma", dyplom przyznawany jest przez Międzynarodową Federację Lotniczą dla zespołów i organizacji które przyczyniły się do postępu, rozwoju lotnictwa ogólnego a także lotnictwa sportowego i rekreacyjnego.

## Krytyka
W 2010 roku media zarzuciły kierownictwu PAŻP kumoterstwo, nepotyzm, nieprawidłowości przy ustalaniu wynagrodzeń i łamanie zasad naboru pracowników do administracji publicznej.